# Іл Тумен
Іл Тумен (якут. Саха Өрөспүүбүлүкэтин Ил Түмэнэ, рос. Госуда́рственное Собра́ние Респу́блики Саха́ (Яку́тия)) — однопалатний парламент Республіки Саха (Якутії), є представницьким, законодавчим і контрольним органом державної влади Республіки Саха (Якутії).
Правові засади діяльності та статус Іл Тумену визначені у Конституційному законі Республіки Саха (Якутії) «Про Державні Збори (Іл Тумен)» від 10 липня 2002 року 35-3 № 401-II і главою 5 Конституції (Основного закону) Республіки Саха (Якутії).

## Склад
Державні Збори (Іл Тумен) складаються з 70 народних депутатів Республіки Саха (Якутії). 35 депутатів обираються по одномандатних округах, решта 35 - по республіканському виборчому округу пропорційно числу голосів, поданих за списки кандидатів у депутати, висунуті виборчими об'єднаннями, виборчими блоками. Народні депутати обираються строком на 5 років. Народним депутатом може бути обраний громадянин, що досяг 21 року і має виборче право.
Зараз виконує свої обов'язки Іл Тумен IV-го скликання.

## Структура
Іл Тумен очолює голова та його заступники.
У цей час головою Іл Тумену є Басигисов Віталій Миколайович, а першим заступником голови - Морозкін Олександр Павлович.
Також заступниками голови є:
- Жирков Олександр Миколайович
- Кривошапкін Андрій Васильович

Робота депутатів здійснюється в рамках комітетів та комісій. У Іл Тумен IV-го скликання працює 12 комітетів й 1 комісія:
- Контрольний комітет
- Комітет з державного будівництва і законодавства
- Комітет з бюджету, фінансів, податкової і цінової політики, питань власності та приватизації
- Комітет з питань місцевого самоврядування
- Комітет з економічної, інвестиційної та промислової політики, підприємництва та туризму
- Комітет з будівництва і житлово-комунального господарства
- Комітет з проблем Арктики і корінних нечисленних народів Півночі
- Комітет з охорони здоров'я, соціального захисту, праці та зайнятості
- Комітет з аграрної політики та сіл
- Комітет із земельних відносин, природних ресурсів та екології
- Комітет з науки, освіти, культури і засобів масової інформації
- Комітет у справах сім'ї, дитинства, молоді, фізкультури та спорту
- Мандатна і регламентна комісія

На постійній основі працює Апарат Державних Зборів (Іл Тумен).